# دستیار آزمایشگاه پزشکی
دستیار آزمایشگاه پزشکی (MLA)، کار آماده‌سازی و در بعضی موارد جمع‌آوری نمونه‌های آزمایش را در یک آزمایشگاه پاتولوژی انجام می‌دهند. آن‌ها همچنین از سیستم‌های پیشآمدی استفاده می‌کنند تا دانشمندان زیست پزشکی (BMS) یا مسئولین علمی آزمایشگاه پزشکی برای پردازش آزمایش‌های بیوشیمیایی مورد درخواست در نمونه قرار گیرند. اکثریت زمان MLA در پردازش نمونه‌ها صرف می‌شود. به همین ترتیب، MLA باید اطلاعات عالی در مورد سیاست پذیرش نمونه خود را، در حالی که مطابق با قانون محافظت از اطلاعات، محرمانه بودن بیمار، COSHH و قوانین Caldicott، به خوبی رعایت کند..
سایر وظایفی که MLA ممکن است انجام دهد عبارتند از: تنظیم تجزیه و تحلیل خون، کنترل کیفیت و کنترل دستی قبل از انجام تجزیه و تحلیل BMS بر روی نمونه. تعمیر و نگهداری و دفع زباله که برای عملکرد دستگاه ضروری است؛ بنابراین MLA این نقش را به صورت هفتگی یا ماهانه انجام می‌دهد.
یک روش معمول در پذیرش نمونه (در یک آزمایشگاه بالینی شیمی) به شرح زیر است:
1. نمونه دریافت می‌شود.
2. نمونه مورد بررسی قرار می‌گیرد (برای اطمینان از اینکه نمونه در ظرف درست برای نمونه ارسال می‌شود).
3. جزئیات بیمار بررسی و همسان با هر دو فرم و نمونه (نمونه‌های غیر سازگار و / یا فرم رد شد).
4. نمونه و فرم با شماره شناسایی منحصر به فرد (UIN) برچسب گذاری می‌شود.
5. تست‌های درخواست شده بر روی فرم دریافت شده بر روی UIN در سیستم کامپیوتری انجام می‌گیرد.
6. نمونه‌ها بر روی سیستم پیش تجزیه و تحلیل توسط MLA یا بلافاصله توسط BMS تجزیه و تحلیل می‌شوند (وابسته به آزمون درخواست شده).
7. UIN به بیمار با استفاده از جزئیات شناسایی بیمار در فرم متصل می‌شد.

MLA همچنین با تمام تردیدهای نمونه مقابله می‌کند و به کارکنان بالینی در مورد پذیرش نمونه و روش نمونه‌گیری صحیح توصیه‌ها یی می‌کند. آن‌ها همچنین ممکن است نگهداری جزئی در سیستم‌های قبل از تجزیه و تحلیل و نگهداری بیشتر در برخی از نقاط تجزیه و تحلیل مراقبت — بسته به آزمایشگاه که در آن‌ها مستقر هستند را انجام دهند.

## الزامات
موارد مورد نیاز برای موقعیت دستیار آزمایشگاه پزشکی متفاوت از دولت به دولت است، اما آن‌ها به‌طور کلی به شرح زیر است:
- سن قانونی (۱۸+ سال)
- دیپلم دبیرستان یا معادل آن
- آموزش دولتی تأیید شده
- تکمیل موفقیت‌آمیز امتحان گواهینامه

دستیار آزمایشگاه پزشکی نیاز به توانایی‌های تحلیلی خوب و توجه دقیق به جزئیات دارد. آن‌ها باید قادر به انجام فعالیت تحت فشار و نمایش مهارت‌های دستی باشند. از آنجا که آن‌ها با مواد دقیق و تجهیزات فنی کار می‌کنند، بینایی خوب و مهارت‌های کامپیوتری اجباری است.